# Rautujävri
Rautujävri eller Suttisjävri (?) är en sjö i Finland. Den ligger i kommunen Utsjoki i landskapet Lappland, i den norra delen av landet, 1 000 km norr om huvudstaden Helsingfors. Rautujävri ligger 286,1 meter över havet. Omgivningarna runt Rautujävri är i huvudsak ett öppet busklandskap. Arean är 37,1 hektar och strandlinjen är 3,88 kilometer lång. Sjön  ingår i Pasvik älvs huvudavrinningsområde. 